# Claracq
Claracq ist eine französische Gemeinde mit 237 Einwohnern (Stand 1. Januar 2022) im Département Pyrénées-Atlantiques in der Region Nouvelle-Aquitaine (vor 2016: Aquitanien). Die Gemeinde gehört zum Arrondissement Pau und zum Kanton Terres des Luys et Coteaux du Vic-Bilh (bis 2015: Kanton Thèze).

## Geographie
Claracq liegt ca. 30 km nördlich von Pau am nordöstlichen Rand des Départements in der gascognischen Region Vic-Bilh in der historischen Provinz Béarn.
Umgeben wird der Ort von den Nachbargemeinden:
|                              | Boueilh-Boueilho-Lasque                     | Ribarrouy                |
| Garlède-Mondebat Lalonquette | Kompassrose, die auf Nachbargemeinden zeigt | Taron-Sadirac-Viellenave |
| Miossens-Lanusse             | Carrère                                     | Mouhous                  |

Claracq liegt im Einzugsgebiet des Flusses Adour. Einer seiner Zuflüsse, der Gabas, markiert die westliche Gemeindegrenze zu Garlède-Mondebat, Lalonquette und Miossens-Lanusse. Ein Zufluss des Gabas, der Tourniquet, markiert einen gewissen Teil der nördlichen Grenze zur Nachbargemeinde Boueilh-Boueilho-Lasque. Ein Zufluss des Lées, der Gabassot, bildet teilweise die östliche Grenze zu den Nachbargemeinden Taron-Sadirac-Viellenave, Mouhous und Carrère. Ein weiterer Zufluss des Adour, der Bahus, entspringt im Gebiet der Gemeinde.

## Geschichte
Claracq liegt an der Kreuzung von zwei Wegen, von denen einer bereits seit der Frühgeschichte existiert. Ausgrabungen an diesen Straßen führten zur Entdeckung von sechs Hügelgräbern, die eine Besiedlung vor der gallorömischen Zeit belegen. Die Gemeinde ist in der Folge an der Stelle eines gallorömischen Landguts errichtet worden. Der Ursprung des Namens ist aus dem lateinischen Namen Clarus und dem Suffix -acum zusammengesetzt, das zusammen „Landgut des Clarus“ bedeutet.
Toponyme und Erwähnungen waren in der Folge:
- Claracum (12. Jahrhundert, Manuskriptsammlung von André Duchesne),
- Clerac (13. Jahrhundert, fors de Béarn, Manuskript des 14. Jahrhunderts),
- la forteresse de Clarac (1443, Vorschriften des Obersten Gerichtshofs des Béarn) und
- Claracq en Vic-Bilh (1753, Kataster von Claracq).[3]

Paul Raymond, Archivar und Historiker des 19. Jahrhunderts, notierte die Erfassung von 47 Haushalten in der Volkszählung von 1385 und die Zugehörigkeit des Dorfes zur Bailliage von Pau. Im 16. Jahrhundert war die Gemeinde Teil des Baronats von Coarraze. 1674 verkaufte Henri d’Albret-Miossens die Grundherrschaft an Pierre de Brugelles, im 18. Jahrhundert war sie im Besitz der Familie Hiton. Auf der Karte von Cassini 1750 ist die Gemeinde als Clarac eingetragen. Jean-Marie de Hiton, ehemaliger Musketier, anschließend Major und Inspekteur der „Bearner Truppe“ gab bei der Volkszählung 1752 den Besitz eines Schlosses, einer Mühle und einer Hälfte des Zehnts an. Die andere Hälfte gehörte zu der Zeit dem Pfarrer und dem Domkapitel von Lescar.
Rund zwölf Cagotsfamilien lebten in der Gemeinde, Angehörige einer Personengruppe, die vom 13. bis weit ins 19. Jahrhundert hinein in Spanien und Frankreich diskriminiert und weitgehend vom gesellschaftlichen Leben ausgeschlossen waren. Sie wohnten getrennt von den anderen Bewohnern und gingen in Claracq dem Weberberuf nach.
Von 1904 bis 1932 wurde eine Schmalspurbahn zwischen Pau und Aire-sur-l’Adour von der Compagnie du Chemin de fer Pau–Oloron–Mauléon betrieben. Claracq besaß einen Bahnhof und somit einen wichtigen Halt der dampfbetriebenen Züge auf dieser Strecke.

### Einwohnerentwicklung
Nach Höchstständen der Einwohnerzahl in der ersten Hälfte des 19. Jahrhunderts mit über 450 Einwohnern reduzierte sich die Zahl bei kurzzeitigen Phasen der Erholung bis 1990 um rund 60 % und steigt seitdem wieder an.
| Jahr      | 1962 | 1968 | 1975 | 1982 | 1990 | 1999 | 2006 | 2009 | 2022 |
| --------- | ---- | ---- | ---- | ---- | ---- | ---- | ---- | ---- | ---- |
| Einwohner | 205  | 201  | 218  | 208  | 193  | 208  | 216  | 232  | 237  |

## Sehenswürdigkeiten

### Museen
- Gallorömisches Museum. Die Exponate des Museums zeigen der Öffentlichkeit mithilfe der Funde bei Ausgrabungen in der Nachbargemeinde Lalonquette das Leben in einer gallorömischen Villa, die in den ersten fünf Jahrhunderten unserer Zeitrechnung bewohnt war. Das Landgut muss eine gewisse Bedeutung haben, denn die Gesamtfläche beträgt rund zwei Hektar. Es lag verkehrsgünstig nicht weit von der Römerstraße von Bordeaux nach Saragossa. Die permanente Ausstellung ist thematisch gegliedert (Münzen, Keramik, Schmuck, Architektur, Mosaiken) und museografisch aufbereitet (Tafeln, Modelle, archäologische Gegenstände, interaktive Terminals). Neben der Ausstellung richten sich speziell an Kinder gerichtete Aktionen, bei denen sie unter Anleitung in Werkstätten selbst gallorömische Gegenstände anfertigen und mit nach Hause nehmen können.[8]

### Bauwerke
- Ortskirche, gewidmet Mariä Himmelfahrt. Der ursprüngliche Bau geht wahrscheinlich auf das 11. Jahrhundert zurück, sein Portal und das Seitenschiff stammen aus dem Ende des 16. oder dem Beginn des 17. Jahrhunderts. Der Glockenturm wurde dem Langhaus im 19. Jahrhundert hinzugefügt.[9][10] Oberhalb der hölzernen Tür des Eingangsportals tritt als Relief die Figur einer Kuh, das Wappentier des Béarn, aus dem Gewände hervor. Oberhalb des Portals ist eine Nische in die Wand eingelassen, in der eine Marienstatue aufgestellt ist.[11] Ein Gemälde im Kircheninnern der Größe 1,93 m × 1,48 m zeigt die Verkündigung des Herrn, die Ankündigung der göttlichen Mutterschaft an Maria durch den Erzengel Gabriel, ein Werk von Emma Cornélie Wyatt de Vivefay aus dem Jahr 1865. Es ist nach dem Gemälde von Giovanni Battista Salvi, genannt Sassoferrato, des Louvremuseums entstanden, welches wiederum eine Interpretation des Gemäldes von Federico Barocci aus der Vatikanischen Pinakothek ist. Das Gemälde wurde 1864 von der Gemeinde beim Minister de la maison de l’empereur bestellt.[12][13] Ein anderes Gemälde der Größe 2,02 m × 1,36 m zeigt den gekreuzigten Christus mit Maria Magdalena zu seinen Füßen. Sie wird wie in der sakralen Kunst traditionell mit langen offenen Haaren dargestellt gemäß der Vorstellung von Prostituierten im damaligen Palästina. Auf ähnlichen Darstellungen hält Maria Magdalena anders als hier eine Vase mit Parfum in der Hand, um den Leichnam einzubalsamieren. Dieses Gemälde ist das Werk des Malers Victor Venat aus der zweiten Hälfte des 19. Jahrhunderts.[14][15]

- Schloss von Claracq. Es war mindestens seit dem 16. Jahrhundert der Sitz des Grundherrn von Claracq. Im 19. Jahrhundert wurde das Schloss an der gleichen Stelle neu gebaut und erwarb das heutige Aussehen.[16]

## Wirtschaft und Infrastruktur
Die Wirtschaft der Gemeinde wird in erster Linie von der Landwirtschaft bestimmt.

### Bildung
Die Gemeinde verfügt über eine öffentliche Grundschule mit 23 Kindern im Schuljahr 2016/2017.

### Verkehr
Claracq wird durchquert von den Routes départementales 42, 219, 296 und 834 (abgestufte Route nationale 134) und von der Autoroute A65 (Autoroute de Gascogne), von der allerdings keine direkte Ausfahrt zum Ort führt.
Eine Buslinie des TER Aquitaine, einer Regionalbahn der staatlichen SNCF, verbindet die Gemeinde mit Pau und Mont-de-Marsan über Aire-sur-l’Adour, eine weitere Buslinie des TER Aquitaine verbindet die Gemeinde mit Pau und Agen über Aire-sur-l’Adour.